# 氯化镥
氯化镥是一种无机化合物，化学式为LuCl3。它可以形成潮解性的白色单斜晶体。氯化镥有着YCl3 (AlCl3)层状结构，包含八面体的Lu3+。

## 制备
氯化镥可由氧化镥和四氯化碳在500-700°C反应得到：
2 Lu2O3 + 3 CCl4 → 4 LuCl3 + 3 CO2
也能通过盐酸和氧化镥的反应制备：
Lu2O3 + 6 HCl → 2 LuCl3 + 3 H2O

## 反应
氯化镥和金属钙共热，可以生成单质镥：

2LuCl3 + 3Ca → 2Lu + 3CaCl2